# Sky Bow

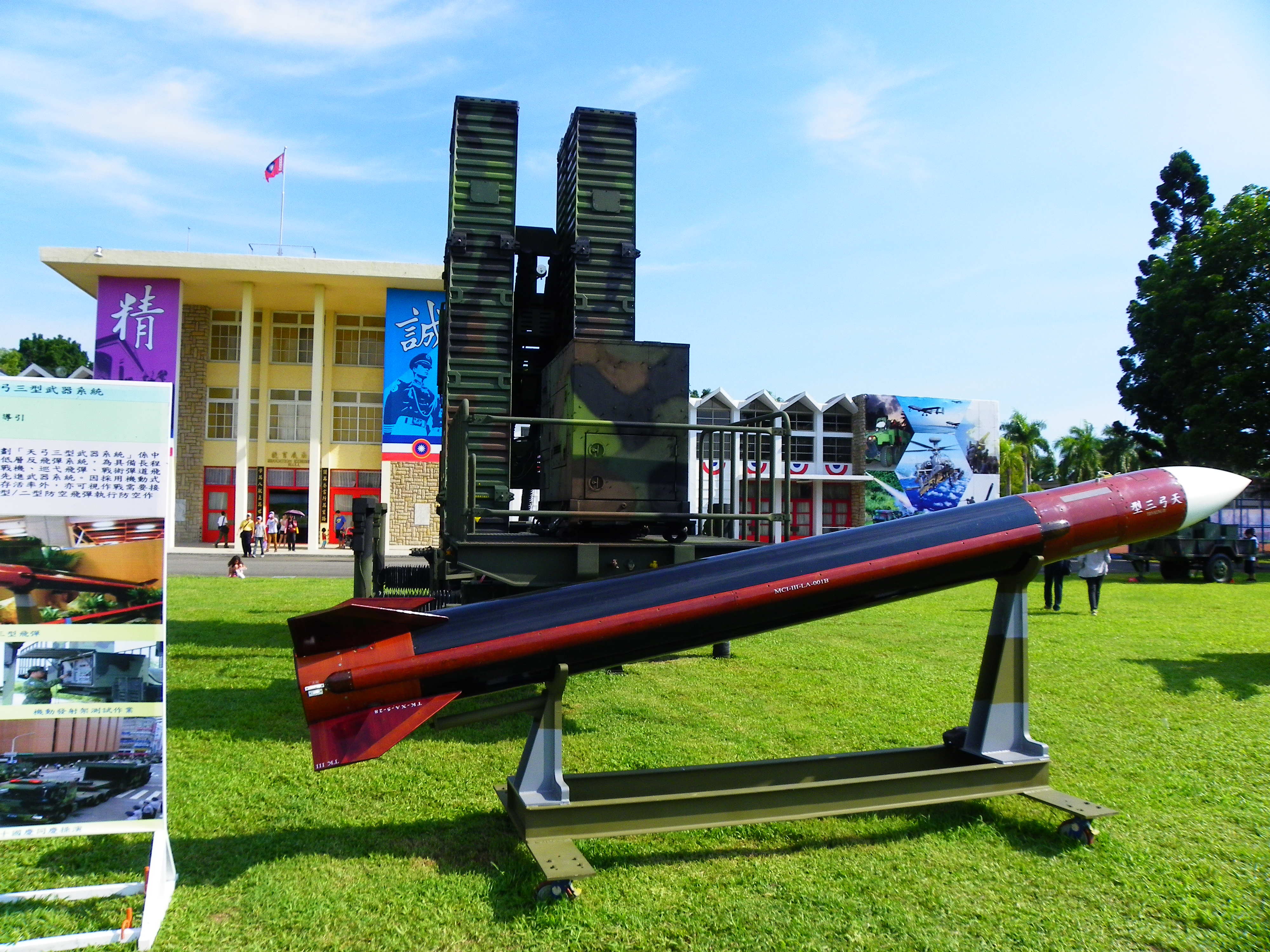
Модель ракети Tien Kung III з пусковою установкою на полігоні Військової академії

Sky Bow, або Tien Kung (кит.: 天弓; піньїнь: Tiān gōng; досл. «Небесний лук») — серія зенітних протибалістичних ракет та систем протиповітряної оборони, розроблених на Тайвані. TK-2 і TK-3 перебувають на озброєнні Збройних сил Китайської Республіки.

## Розробка
Дослідження того, що стало проєктом Sky Bow, почалися після того, як Сполучені Штати розірвали двосторонні відносини з Китайською Республікою в 1979 році. Інші назви, запропоновані інженером Чен Чуань-хао для проєкту, включали Sky Horse (Пегас) і Flying Horse (Летючий кінь). Після офіційного затвердження проєкту в жовтні 1980 року він став відомий як «Небесний лук» (Sky Bow). Розробку ракетного комплексу Sky Bow 1 (Tien Kung 1) розпочав у 1981 році Національний інститут науки та технологій Чун-Шан (тоді CSIST). Але лише в 1984 році Тайвань заручився підтримкою компанії Raytheon і отримав дозвіл на детальне вивчення напівзастарілих ракет. Експерти CSIST поїхали до Сполучених Штатів вивчати технологію, але їм не дозволили ставити жодних запитань, і вони швидко дійшли висновку, що багато ракет, які їм дозволили оглянути, були старими й були пошкоджені під час зберігання.
Вогневі випробування почалися в 1986 році з використанням напівактивної радіолокаційної головки самонаведення. Пасивна інфрачервона головка самонаведення була також розроблена як вторинна головка самонаведення для TK-1; вона була успішно випробувана проти цілі ракети HAWK, але так і не була запущена у виробництво. CSIST також розробив великий багатофункціональний радар з фазованою антенною решіткою, відомий як Chang Bai (довгий білий), для використання з серією Tien Kung (Sky Bow) ракетних систем класу «земля-повітря» з покриттям 120 градусів і максимальною дальністю 450 км. Існує дві версії РЛС з фазованою антенною решіткою: РЛС на буксированому причепі та стаціонарні «загартовані» РЛС.
Повідомляється, що радіолокаційна система Chang Bai базується на конструкції ADAR-HP (Air Defense Array Radar-High Power) компанії Lockheed Martin і працює в діапазоні 2-4 ГГц (S-діапазон). У 2006 році на озброєнні перебувало щонайменше сім систем. Характеристики системи залишаються засекреченими, але повідомляється, що її ефективна дальність виявлення цілі розміром 1м2 становить близько 400 км.
Наприкінці 1990-х років була також розроблена мобільна версія РЛС з фазованою антенною решіткою, яка могла забезпечити круговий радіолокаційний захист з чотирма окремими гранями, але з набагато меншою дальністю виявлення. Ця версія лише один раз з'явилася на публіці, але так і не була прийнята на озброєння. Розробка Sky Bow 2 розпочалася приблизно в 1986 році; до неї було додано тандемний маршовий двигун і активне радіолокаційне самонаведення, термінальну головку самонаведення. Повідомлялося про пропозиції перетворити Sky Bow 2 на ракету класу «поверхня — поверхня»; за непідтвердженими даними, ця ракета відома під назвою Tien Chi. Для Sky Bow 2 були розроблені модифікації, які перетворили її на одноступеневу ракету і надали їй обмежені можливості проти балістичних ракет меншої дальності; про перші випробувальні стрільби по балістичній ракетній цілі повідомлялося у вересні 2008 р. У 2006 році на озброєнні перебувало сім батарей. У 2010 році ЗРК ТК-1/2 перебували на озброєнні та були розгорнуті по всьому Тайваню, на островах Пенху та в Дун'їн.

## Sky Bow I

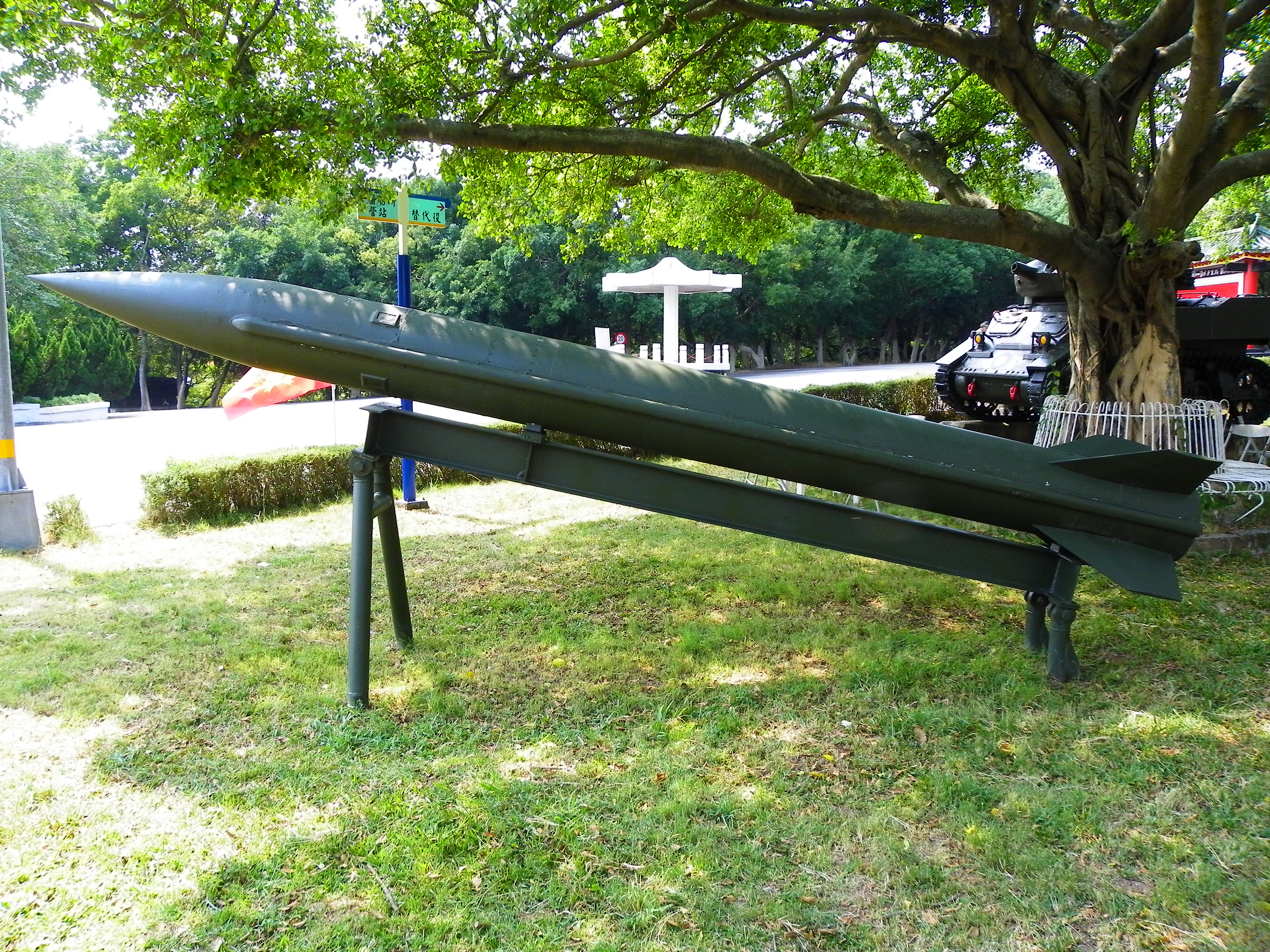
Зенітна ракетна система "Sky Bow I в Ченгунлін

Sky Bow I (TK-1) (天弓一, Tien Kung I) — це зенітно-ракетний комплекс (ЗРК), розроблений Чуншаньським науково-технічним інститутом (CSIST) в Тайвані. Спочатку заснована на аеродинаміці ракети MIM-23 Hawk, початкова конструкція ракети нагадувала збільшену версію Raytheon AIM-54 Phoenix. Ракета TK-1 згодом була перероблена і зрештою стала дуже схожою на американську Patriot після того, як уряд США дозволив компанії Raytheon передати 85 відсотків ракетної технології MIM-104 Patriot. Не існує можливості супроводу через ракету (TVM), оскільки ця технологія не була включена до технологічного пакета, ліцензованого Тайваню; система TK-1 працює подібно до американської RIM-67 Standard SM2, що вимагає підсвічування РЛС на кінцевій ділянці.
TK-1 призначена в першу чергу для атак на малих і середніх висотах. Кожна батарея TK-1 має одну РЛС з фазованою антенною решіткою Change Bai 1 (Long White 1) S-діапазону для пошуку і супроводу цілей і дві РЛС підсвічування цілей CS/MPG-25, які працюють в діапазоні X-діапазону (18-32 ГГц) на кінцевій фазі, обслуговуючи три або чотири пускові установки з 4-ма снарядами. Поєднання інерційного/автопілотного і командного наведення на середньому курсі з термінальним напівактивним радіолокатором самонаведення дозволяє ракетам ТК-1 летіти енергоефективною траєкторією польоту до цілі, де напівактивний радіолокатор самонаведення отримує підсвічування цілі в останні секунди бойового зіткнення, даючи цілі мінімальний час для ухилення або початку радіоелектронної протидії.
Існує дві версії пускової установки, одна з яких розміщена в підземних укриттях, призначених для того, щоб пережити інтенсивну атаку. Інша — буксирована мобільна версія — є невіддільною частиною щільної мережі протиповітряної оборони Тайваню. На додаток до баз на самому Тайвані, TK-1 також розгорнута на віддалених островах Пенху і Донг-Ін, в результаті чого вся Тайванська протока і частини Фуцзянь, Чжецзян і Гуандун провінцій КНР знаходяться в зоні досяжності.
У журналі Jane's Missiles and Rockets, серпневому випуску 2006 року, повідомлялося, що зенітно-ракетний комплекс (ЗРК) Tien Kung 1 буде знятий з озброєння. Ракети TK-1 будуть замінені на ракети TK-2, а наявна система TK-1 буде модернізована радаром і навчальним тренажером до стандарту Tien Kung II.

### РЛС підсвічування цілі CS/MPG-25
РЛС підсвічування цілі CS/MPG-25 Х-діапазону була прийнята на озброєння наприкінці 1980-х років. Повідомляється, що його максимальна дальність становить 222 км, а стеля — 30 480 м. CS/MPG-25 — це радар з дисковою антеною-освітлювачем безперервної хвилі, який був розроблений CSIST, і був похідним від радара I-HAWK AN/MPQ-46 з високопотужним освітлювачем (HPI), але, за оцінками, на 60 відсотків потужніший, з покращеними можливостями. Він пов'язаний з основним радаром з фазованою антенною решіткою на основі розподілу часу, подібно до того, як це робить система протиповітряної оборони ВМС США AEGIS, що дозволяє зенітно-ракетному комплексу TK-1 здійснювати ураження багатьох цілей.

#### Загальні характеристики
- Основна функція: зенітно-ракетний комплекс
- Силова установка: Одноступеневий дворежимний ракетний двигун на твердому паливі
- Стартова платформа: Буксировані чотири ракетні пускові установки та підземні шахти
- Довжина: 5,3 м
- Діаметр: 0,41 м
- Вага: 915 кг
- Максимальна швидкість: 4 Маха
- Дальність стрільби: 70 км
- Наведення: Інерціальне з корекцією на середній ділянці траєкторії від фазованої антенної решітки, напівактивна радіолокаційна голівка самонаведення для кінцевого наведення
- Дата введення в експлуатацію: 1986 рік

### Sky Bow II

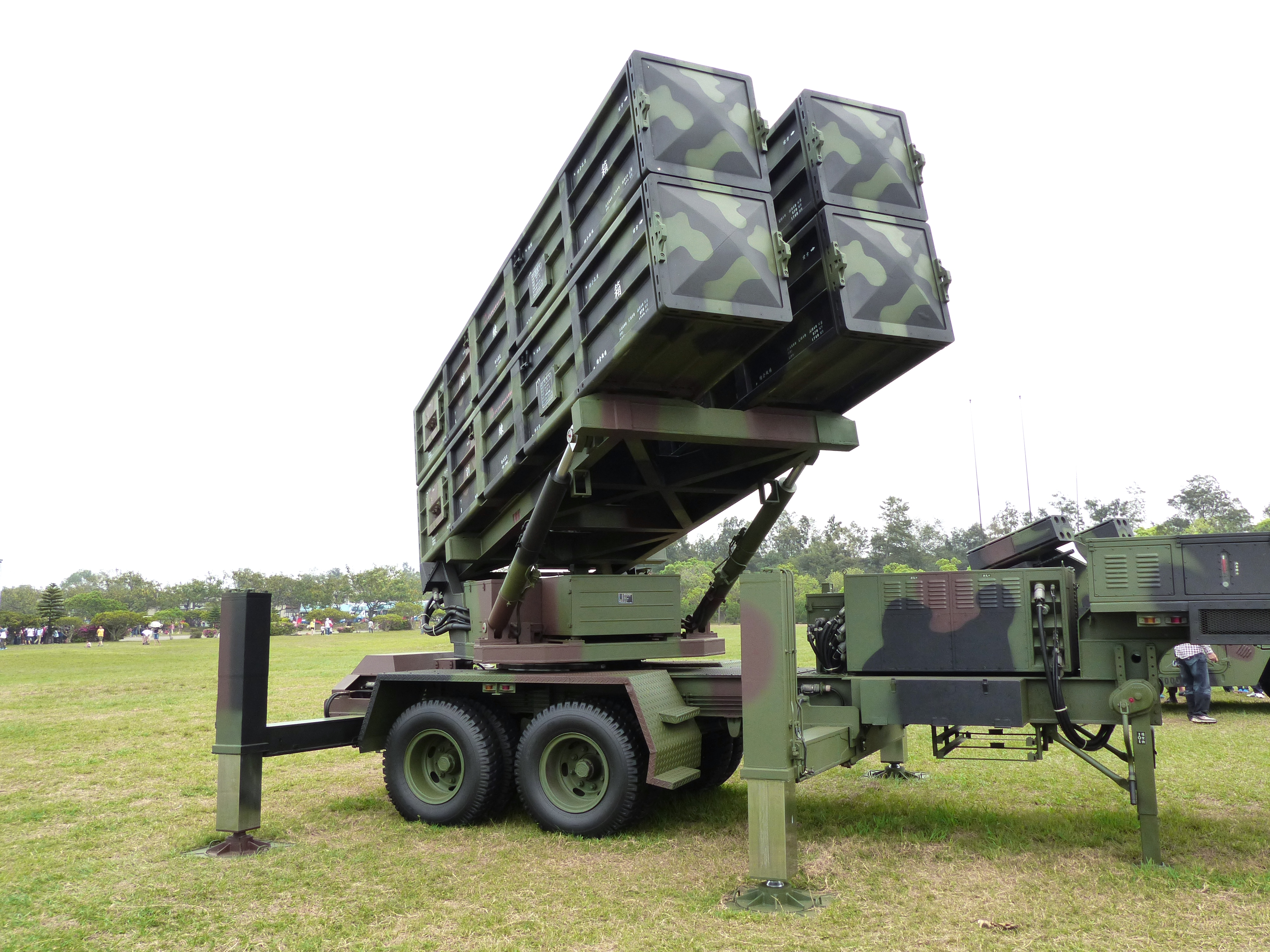
Ракетна установка Tien Kung II на табірному полігоні Хукоу

Sky Bow II (TK-2) (天弓二, Tien Kung II) — ЗРК, також розроблений Чуншаньським науково-технічним інститутом. Спочатку TK-1 з прискорювачем першого ступеня, система стала дещо збільшеною модифікованою версією ракети Sky Bow I (TK-1) з активною радіолокаційною головкою самонаведення X-діапазону, з більшою дальністю та обмеженими протиракетними можливостями. Активна радіолокаційна станція TK-2 працює в діапазоні частот 28-32 ГГц і забезпечує досить хорошу ефективність проти повітряних цілей, розміром типового літака. Активна радіолокаційна станція X-діапазону, що використовується в ЗРК TK-2, була розроблена на основі ліцензійної радіолокаційної технології, яку CSIST придбав у США у 1980-х роках.
TK-2 також має додаткову перевагу в тому, що вона може використовувати ту саму пускову установку, що й TK-1. Внутрішні компоненти були замінені на мініатюрні, щоб скористатися перевагами сучасних електронних технологій, що дало додатковий простір всередині ракети для більшої кількості палива і потужнішого головного ракетного двигуна. ТК-2 має скромні можливості проти балістичних ракет, але є дуже ефективною проти літаків.

### Варіанти

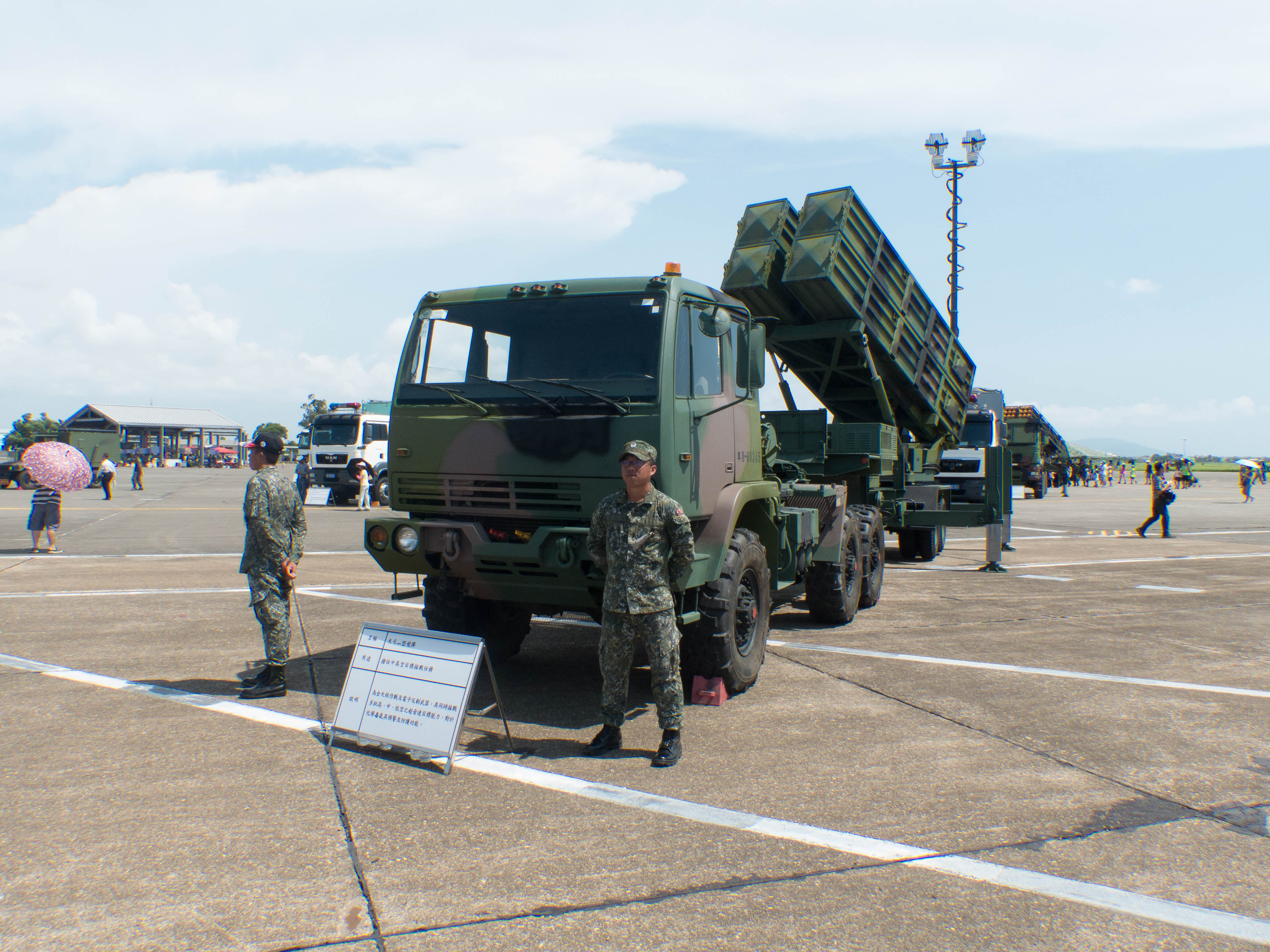
Ракетна установка Tien Kung II з вантажівкою на авіабазі Ганьшань

ТК-2 була модифікована в балістичну ракету малої дальності Sky Spear. ТК-2 також була модифікована для використання як метеорологічна ракета для проведення досліджень верхніх шарів атмосфери в рамках цивільної космічної програми. Випробувальна ракета-зонд, запущена 24 грудня 2003 року, має загальну довжину 7,7 м і стартову вагу 1 680 кг. Вона досягла максимальної висоти майже 270 км і впала в Тихий океан на відстані 142 км приблизно через 8 хвилин після запуску. Корисне навантаження наукової місії було у ваговій категорії 220 фунтів (100 кг), і ракета досягла швидкості вигоряння 2000 м/с. Згідно з доповіддю Taiwan Defense Review, залежно від корисного навантаження і параметрів запуску, ракета може бути конвертована для досягнення максимальної горизонтальної дальності до 500 км. Згідно з Taipei Times, президент NCSIST у відставці Кунг Чіа-Ченг стверджував, що було розроблено два варіанти, один з дальністю 600 км, а інший — з дальністю 1000 км і більше.

### Загальні характеристики
- Основне призначення: ракета класу земля-повітря
- Силова установка: Одноступеневий твердопаливний ракетний двигун подвійної тяги
- Стартовий майданчик: Підземні шахти
- Довжина: 5.673 м.
- Діаметр: 0,42 м.
- Вага: 1,135 кг
- Максимальна швидкість: 4,5 Маха
- Боєголовка: 90 кг
- Дальність: 150 км
- Наведення: Інерціальне з оновленням наведення в середині курсу від наземного радара з фазованою антенною решіткою, активне радіолокаційне самонаведення (ARH) для кінцевого наведення
- Дата розгортання: 1997

## Sky Bow III
Sky Bow III (TK-3) (天弓三, Tien Kung III) — третє покоління ракетної системи. Тайвань спочатку прагнув і навіть запропонував спільну розробку перехоплювача ПРО зі США Тайванські офіційні особи звернулися до США з проханням надати технічну підтримку для власних зусиль Тайваню з розробки протитактичних балістичних ракет (ATBM), включаючи передачу технологій «Hit-to-Kill (HTK)», зокрема, пов'язаних з активним радаром пошуку в Ка-діапазоні і точним управлінням позиціонуванням. Повідомлялося, що CSIST намагався отримати дозвіл на лампу біжної хвилі (TWT), що входить до складу технології активної радіолокаційної головки наведення в Ка-діапазоні. Проте, відмова США від експорту повної версії активної радіолокаційної станції Ка-діапазону без захисту від несанкціонованого втручання або від надання TWT на автономній основі змусила CSIST використовувати іншу технологію активної радіолокаційної станції з невеликою європейською часткою..
TK-3 (раніше відома як TK-2 ATBM) була задумана як система протиракетної оборони нижчого рівня на основі ракети TK-2, яка використовує імпортний активний радіолокатор Ku-діапазону (12-18 ГГц), спрямовану осколкову боєголовку, та покращене управління точністю для ураження високошвидкісних цілей з низьким радіолокаційним поперечним перерізом (РПС), таких як тактичні балістичні ракети. Вона розроблена з урахуванням більшої мобільності, ніж оригінальні системи TK-1/2, з інтегрованою системою управління боєм, і використовує модернізовану РЛС з фазованою антенною решіткою Chang Bai або з новою мобільною РЛС з фазованою антенною решіткою, яка, як повідомляється, називається Mobile 3-Dimensional (3D) Air Defense Fire Control Phased Array Radar (Mobile 3D ADFCPAR).
Новий мобільний радар, який отримав назву Chang-Shan («Довга гора»), як і радар Raytheon AN/MPQ-65, працює в діапазоні частот С-діапазону (4-8 ГГц), і, як і система AN/MPQ-65, він змонтований на причепі з прямокутною плоскою антенною решіткою приблизно однакового розміру. Проте, схоже, що він не має жодної ідентифікованої підрешітки для наведення ракет на зразок тієї, що знаходиться під основною решіткою в системі AN/MPQ-65, і тому не зрозуміло, чи може цей новий радар забезпечити функцію підсвічування цілі на підтримку ракет TK-1 SARH. Проте це не повинно становити жодних проблем для використання нового радара як для активних радіолокаційних систем наведення ракет ТК-2 (Х-діапазон), так і для ракет ТК-3 (Ku-діапазон), оскільки ці ракетні системи не потребують підсвічування цілі. Новий радар підвищує живучість і оперативну гнучкість ракетних комплексів ТК2/3, дозволяючи швидко розгортати зенітно-ракетну батарею ТК на раніше непідготовленому майданчику. У конструкції ТК-3 використані передові кераміка і вуглецеве волокно. Носовий конус ракети може витримувати температуру понад 1000 °C. TK-3 здатна захищати від балістичних ракет як на середній, так і на кінцевій стадії польоту.
Виробництво ЗРК Tien Kung 3 розпочалося в 2014 році з початкової партії з 12 батарей. З виведенням з експлуатації батарей HAWK і застаріванням Sky Bow II було замовлено ще дванадцять батарей Sky Bow III для заміни цих застарілих систем. Переобладнання шести старих батарей на Sky Bow III розпочалося в 2022 році і має завершитися до 2025 року. Робота над рештою шістьма батареями розпочалася на початку 2023 року і має бути завершена до 2026 року. Раніше Сполучені Штати надали Тайваню можливість модернізувати Hawk, придбати систему NASAMS і/або придбати ракетну систему THAAD для заміни своїх «Хоуків». Міністерство національної оборони врешті-решт вирішило продовжити розробку власної зброї.
У 2019 році президент Тайваню Цай Інвень наказала NCSIST прискорити масове виробництво TK-3 у відповідь на зростання військової потужності та войовничості Китаю. У відповідь на прохання президента Цай NCSIST достроково виконав свою квоту на виробництво ракет TK-3 у 2021 році.
У 2023 році Міністерство оборони Тайваню оголосило про плани будівництва дванадцяти нових баз для розміщення батарей ТК-3, шість з яких планується завершити до кінця 2025 року, а ще шість — до кінця 2026 року.

### Варіанти
Наприкінці 2016 року NCSIST запустив корабельний варіант перехоплювача ПРО Sky Bow III. За даними NCSIST, випробування було проведено з наземної пускової установки і «пройшло успішно, а отримані дані були задовільними». Корабельна версія має складний хвіст для встановлення на вертикальні пускові установки Mark 41 і планується до розгортання на фрегатах і есмінцях протиповітряної оборони ROCN наступного покоління, а також, можливо, буде модернізована на існуючих кораблях.

### Загальні характеристики
- Основне призначення: зенітно-ракетний комплекс
- Силова установка: Твердопаливний ракетний двигун
- Пускова платформа: Буксирувана чоторьохмісна пускова установка
- Довжина: 5,498 м
- Діаметр: 0,4 м.
- Вага: 870 кг.
- Максимальна швидкість: 7,0 Маха.
- Дальність: 200 км

### Експорт
ТК-3 зацікавив іноземних покупців, але станом на листопад 2019 року жоден з них не був підтверджений.

## Strong Bow I
У 2023 році було завершено розробку нової ракети ПРО, що отримала назву Strong Bow, з максимальною висотою перехоплення 70 км. Хоча про неї часто повідомляють як про варіант збільшеної дальності TK-3, Strong Bow — це окрема ракета. Її відмінності від TK-3 включають фюзеляж, носову частину і рухову установку. Вона також має мікрохвильовий підсилювач потужності вітчизняного виробництва і головку самонаведення в Ка діапазоні.

## Strong Bow II
Розробляється варіант Strong Bow I більшої дальності з висотою перехоплення 100 км і вище.